# Alexander Hume-Campbell (hrabia)
Alexander Hume-Campbell, 2. hrabia Marchmont (ur. 1675, zm. 27 lutego 1740) - szkocki arystokrata i brytyjski dyplomata.
Jego ojcem był Patrick Hume, 1. hrabia Marchmont. Alexander studiował prawo na Uniwersytecie w Utrechcie i w roku 1696 został adwokatem.
W latach 1715–1720 ambasador Wielkiej Brytanii w Danii i na kongresie w Cambray w roku 1722. Na ambasadzie duńskiej jego sekretarzem był Edmund Tigh. W roku 1724 Hume-Campbell został Lordem Polwarth.